# Земля Королевы Мод
Земля́ Короле́вы Мод (норв. Dronning Maud Land) — обширная область на атлантическом побережье Антарктиды, сектор между 20° западной и 44°38’ восточной долготы, на который претендует Норвегия, является её зависимой территорией. Площадь — около 2 500 000 км². Названа в честь норвежской королевы Мод (полное имя Maud Charlotte Mary Victoria; 26 ноября 1869 — 20 ноября 1938). С севера омывается морями Уэдделла, Лазарева, Рисер-Ларсена и Космонавтов.

## История
На значительную часть этой территории претендовала Германия (с 1939). Норвегия выдвинула претензии на суверенитет над этой территорией в 1938 году. Королевским указом от 14 января 1939 года был образован «норвежский сектор», или «сектор Буве», между 20° западной долготы и 44°38’ восточной долготы. В указе говорилось:

Почтовые марки Норвегии: Международный геофизический год (1957) и годовщина Договора об Антарктике, Амундсен (1971). На первой марке показаны территориальные претензии Норвегии.

«Часть материкового побережья, простирающаяся от Фолклендских островов и зависимых территорий (то есть от границы Земли Котса) до границы Австралийского антарктического владения на востоке, вместе с внутренней территорией, расположенной за этим побережьем, и прилегающая часть моря поступают в суверенное владение Норвегии».

Управление этими территориями было поручено министру торговли в Осло. Компетенция столичного окружного суда распространилась и на «сектор Буве».
С 1961 года территория подпала под действие Договора об Антарктике и иных международных соглашений по южному полярному региону, допускающих только научно-исследовательские работы. В соответствии с этим договором территориальные претензии Норвегии на все земли южнее 60° ю. ш. бессрочно заморожены.
На территории Земли Королевы Мод действует ряд научных станций, в том числе несколько постоянных — «Новолазаревская» (Россия), «Ноймайер III» (Германия), «САНАЭ IV» (ЮАР), «Маитри» (Индия), «Сёва» (Япония).
Ледник Лактионова (Земля Королевы Мод, 72° ю.ш., 9°35′ в.д., ледник был открыт и нанесён на карту в 1961 году Советской Антарктической экспедицией, название леднику было присвоено в 1966 году) назван в честь советского океанолога Александра Фёдоровича Лактионова (1899—1965).
В 2005 году королева Соня открыла на этой территории, носящей имя бабки её мужа, короля Норвегии Харальда, норвежскую антарктическую станцию Тролль, став первой королевой, посетившей Антарктиду.